# Rạch Đỉa – Rạch Rơi – Sông Phú Xuân

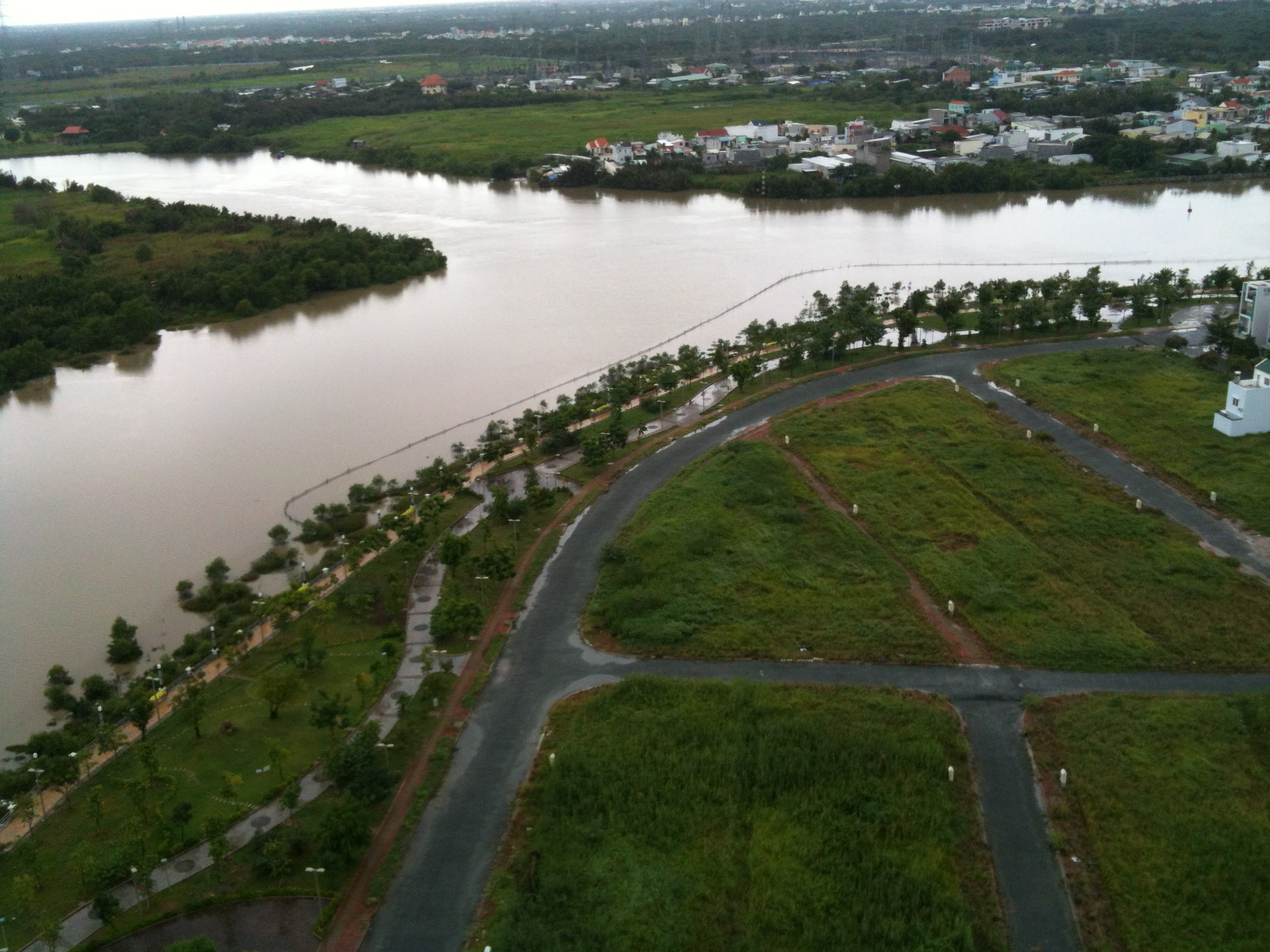
Ngã ba sông nơi giao nhau giữa rạch Rơi, sông Phú Xuân và rạch Tôm

Rạch Đỉa – Rạch Rơi – Sông Phú Xuân là tên một tuyến sông nối từ rạch Ông Lớn đến sông Nhà Bè tại Thành phố Hồ Chí Minh.
Tuyến sông này có chiều dài 9,8 km và là ranh giới tự nhiên giữa Quận 7 và huyện Nhà Bè.
Hiện nay, tại vị trí nằm cách cửa sông Phú Xuân khoảng 700 m, thành phố đang triển khai xây dựng cống ngăn triều Phú Xuân.
Các cây cầu bắc qua sông: cầu Rạch Đỉa, cầu Rạch Đỉa 2, cầu Phước Long, cầu Phú Xuân.

## Vụ lấn sông Rạch Đỉa
Theo báo Tuổi Trẻ một biệt thự ở bờ sông Rạch Đỉa đã cho đổ đất lấn sông. Theo nhà báo Huy Đức biệt thự này là của Nguyễn Thanh Phượng con của cựu thủ tướng Nguyễn Tấn Dũng đã lấn tới 4.500 m2 đất mặt sông.,,